# Kim Il-Ong
Kim Il-Ong (Corea del Norte, 25 de julio de 1971) es un deportista norcoreano retirado especialista en lucha libre olímpica donde llegó a ser campeón olímpico en Barcelona 1992.

## Carrera deportiva
En los Juegos Olímpicos de 1992 celebrados en Barcelona ganó la medalla de oro en lucha libre olímpica de pesos de hasta 48 kg, por delante del luchador surcoreano Kim Jong-shin (plata) y de Vugar Orujov (bronce) del Equipo Unificado.